# Hrvatski predsjednički izbori 1992.
Predsjednički izbori 1992. su prvi predsjednički izbori po Ustavu iz 1990.  Održali su se 2. kolovoza 1992. godine, a građani su po prvi puta tajnim i neposrednim glasovanjem izabrali predsjednika Republike. Za predsjednika Republike izabran je dr. Franjo Tuđman, koji je svečano prisegnuo 18. kolovoza i time preuzeo predsjedničku dužnost.

## Rezultati
- Ukupno glasača: 3.575.032
- Ukupno glasova: 2.677.764 (74,90%)
- Nevažećih listića: 50.703 (1,89%)

| br. | Kandidat             | Stranka | Glasovi   | %     |
| --- | -------------------- | ------- | --------- | ----- |
| 1   | Dražen Budiša        | HSLS    | 585.535   | 22,29 |
| 2   | Ivan Cesar           | HKDS    | 43.134    | 1,64  |
| 3   | Savka Dabčević-Kučar | HNS     | 161.242   | 6,14  |
| 4   | Silvije Degen        | SSH     | 108.979   | 4,15  |
| 5   | Dobroslav Paraga     | HSP     | 144.695   | 5,51  |
| 6   | Franjo Tuđman        | HDZ     | 1.509.100 | 57,83 |
| 7   | Marko Veselica       | HKDU    | 45.593    | 1,74  |
| 8   | Antun Vujić          | SDSH    | 18.783    | 0,71  |